# Gran Palacio de Bangkok

Ubicación del Gran Palacio en Bangkok.

El Gran Palacio Real (en tailandés: พระบรมมหาราชวัง, Phra Borom Maha Ratcha Wang) es un complejo de edificios en Bangkok, Tailandia, que sirvió como residencia oficial del rey de Tailandia desde el siglo XVIII hasta mediados del siglo XX. Con la muerte del rey Ananda Mahidol (1925–1946) en el Palacio de Baromphiman, el rey Bhumibol Adulyadej trasladó la residencia oficial al Palacio Chitralada.
La construcción del conjunto del complejo palaciego se inició en 1792, durante el reinado de Rama I. Se encuentra situado al este del río Chao Phraya, protegido por el mismo. El resto del complejo se encuentra defendido por una valla de 1.900 metros de longitud que agrupa un área de 218.400 metros cuadrados. Más allá de la cerca se encuentra un canal, creado también con propósitos defensivos. Así la zona asemeja una isla, conocida como Rattanakosin. Los lugares más destacadas son el templo Wat Phra Kaew, que contiene al Buda de Esmeralda, y el edificio de estilo renacentista italiano Chakri Mahaprasad Hall.

## Historia
Cuando el rey Buddha Yodfa Chulaloke (Rama I) decidió mover la capital de Siam de Thonburi, al oeste, hasta Bangkok, al este del río Chao Phraya, el rey decidió construir un magnífico nuevo palacio como lugar de residencia así como un centro de gobierno. La zona elegida sin embargo estaba ocupada por los comerciantes chinos, a quienes el rey rápidamente pidió que se trasladaran (hasta la zona actual de Yaowarat).
La torre del oro se empezó a construir el 6 de mayo de 1782. Al principio el palacio constaba de varios edificios de madera rodeada por los cuatro lados con una alta pared defensiva de 1.900 metros de longitud, que encierra una superficie de 218.400 metros cuadrados. Pronto el rey ordenó que se construyera el Templo del Buda Esmeralda como su lugar personal de culto y templo real. En cuanto el palacio se completó, el rey decidió hacer una ceremonia de coronación para celebrarlo en 1785.
El plan del Gran Palacio siguió de cerca el del antiguo palacio en Ayutthaya. El palacio es de forma rectangular, con el lado occidental al lado de un río y el templo real situado al lado este, con todas las estructuras orientadas al norte. El palacio mismo se divide en tres secciones: los barrios exteriores, los cuartos medios y los cuartos interiores.

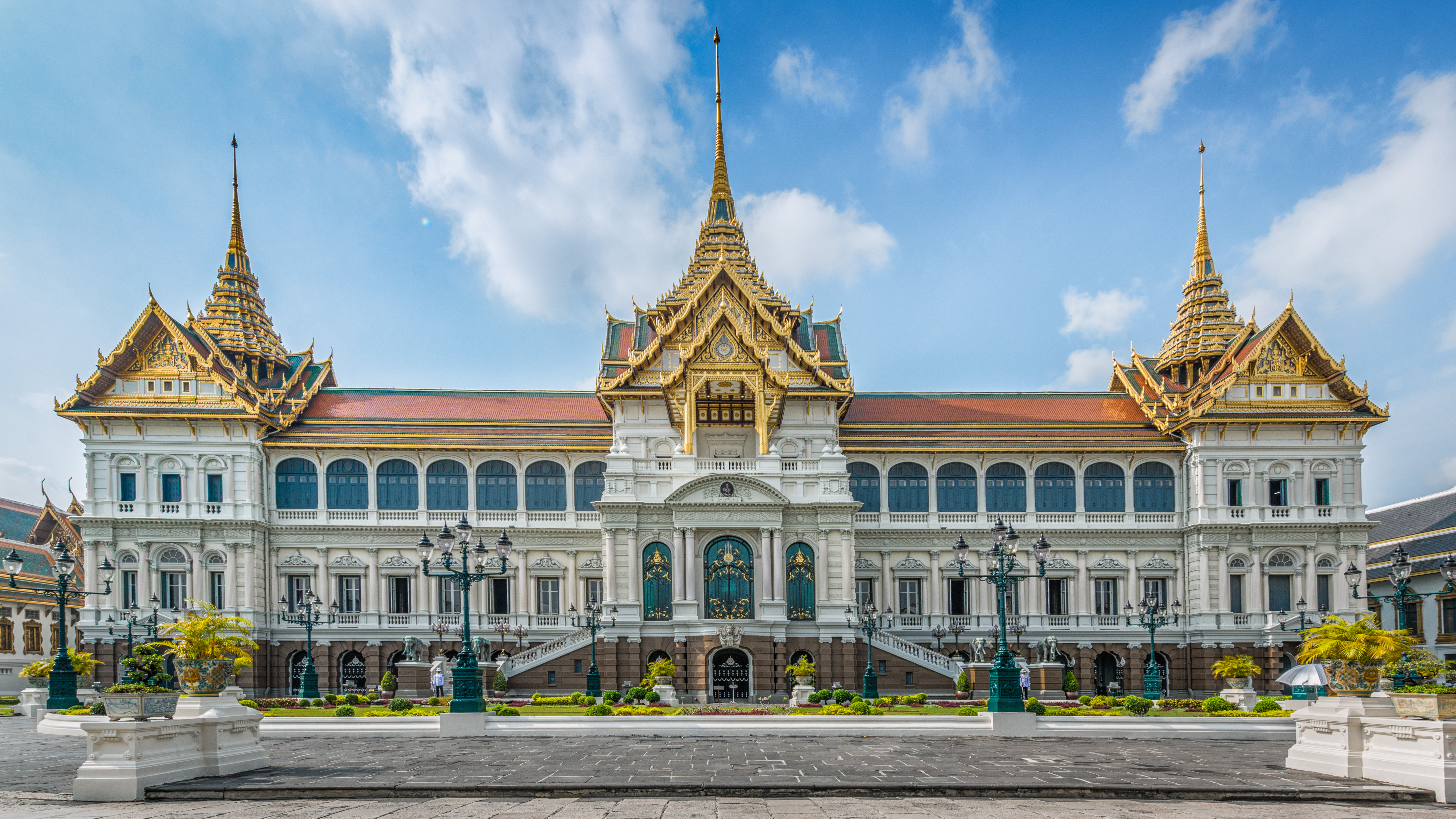
El Chakri Mahaprasad Hall en el Gran Palacio de Bangkok.

El palacio se había convertido en el centro del gobierno de Rattanakosin y la corte real durante la mayoría de los primeros momentos de la dinastía de Chakri hasta el reinado del rey Chulalongkorn (Rama V), quien prefirió permanecer en el Palacio de Dusit, aunque todavía se utilizaba el Gran Palacio como oficina gubernamental y como residencia primaria. Esta práctica fue seguida por sus hijos (Rama VI y Rama VII) quienes preferían sus propios palacios. El rey Ananda Mahidol (Rama VIII) se trasladó al palacio a tiempo completo después de su regreso desde el extranjero en 1945. Sin embargo después de su misteriosa muerte un año más tarde en uno de los palacios en el interior del complejo, su hermano el rey Bhumibol Adulyadej (Rama IX), quien le sucedió, decidió trasladarse definitivamente al Palacio de Chitralada.
El palacio todavía es muy utilizado, ya que muchos rituales reales se llevan a cabo aquí por el Rey cada año. Otras ceremonias reales celebradas son coronaciones, funerales reales, matrimonios y banquetes de estado. Los terrenos del palacio también contienen las oficinas y edificios de la Mesa de la Casa Real, la Oficina del Secretario Privado del Rey y el Instituto Real de Tailandia.

## Galería

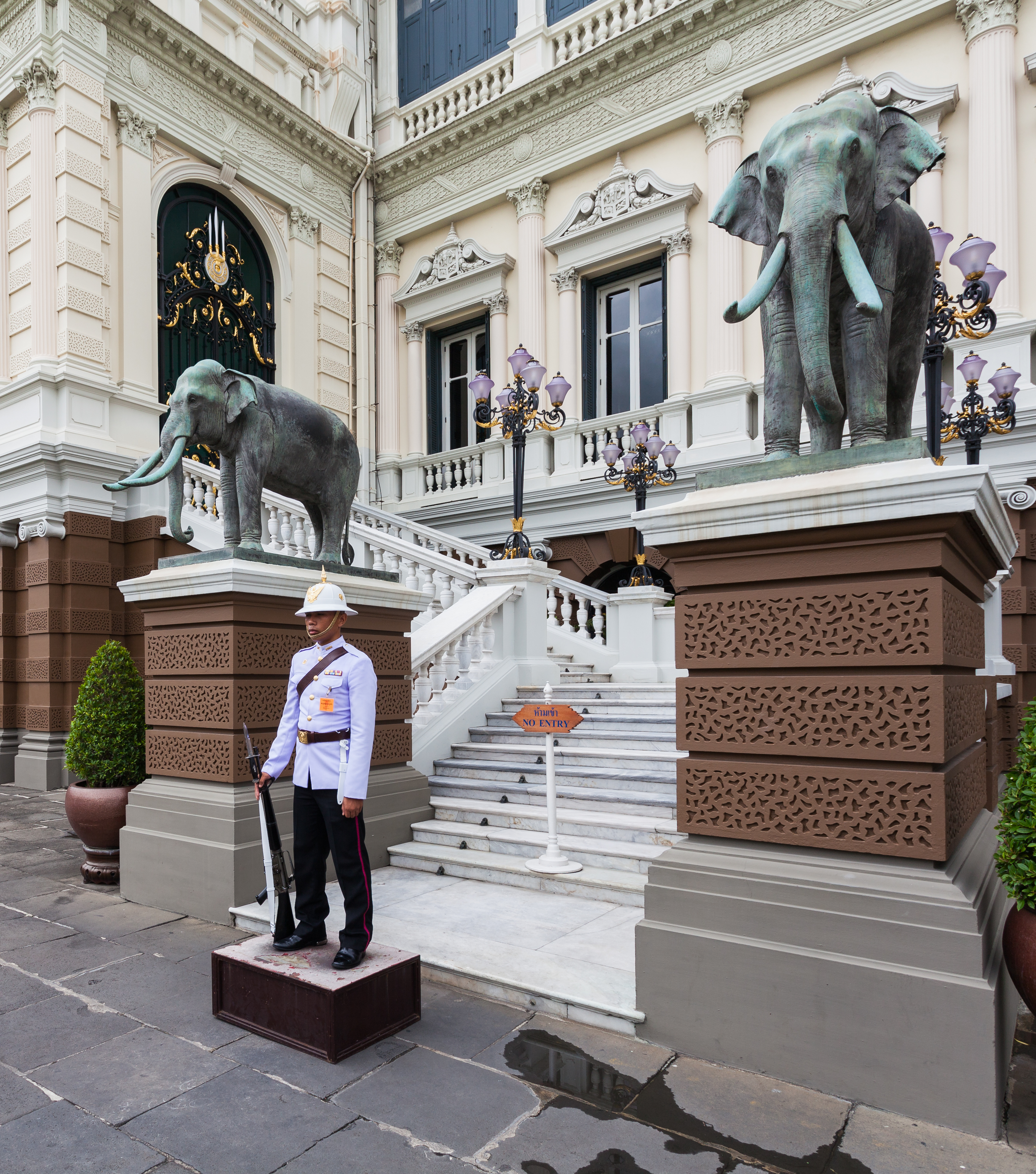
Guardián frente al Chakri Mahaprasad Hall.
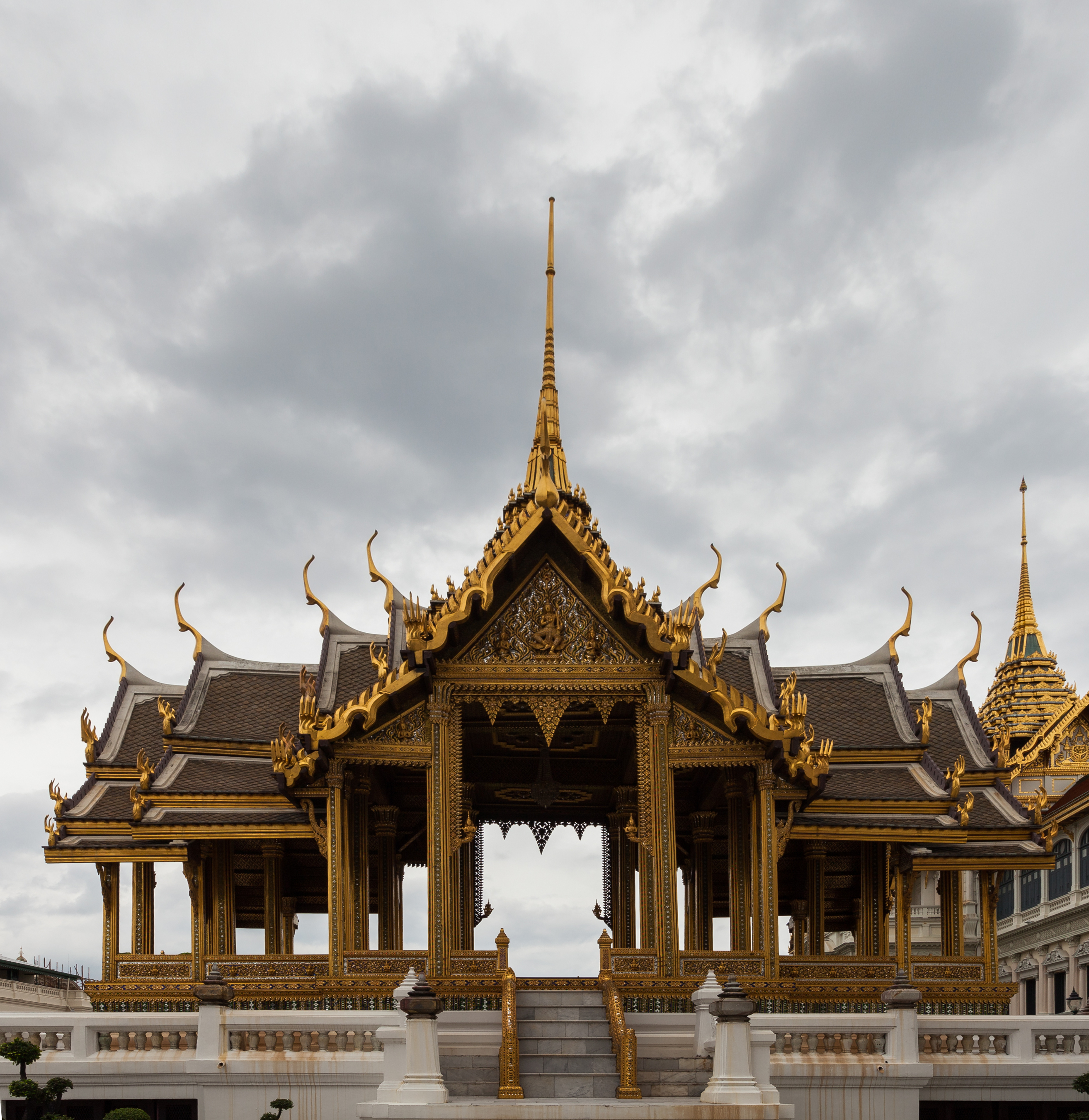
Phra Thinang Dusit Maha Prasat.
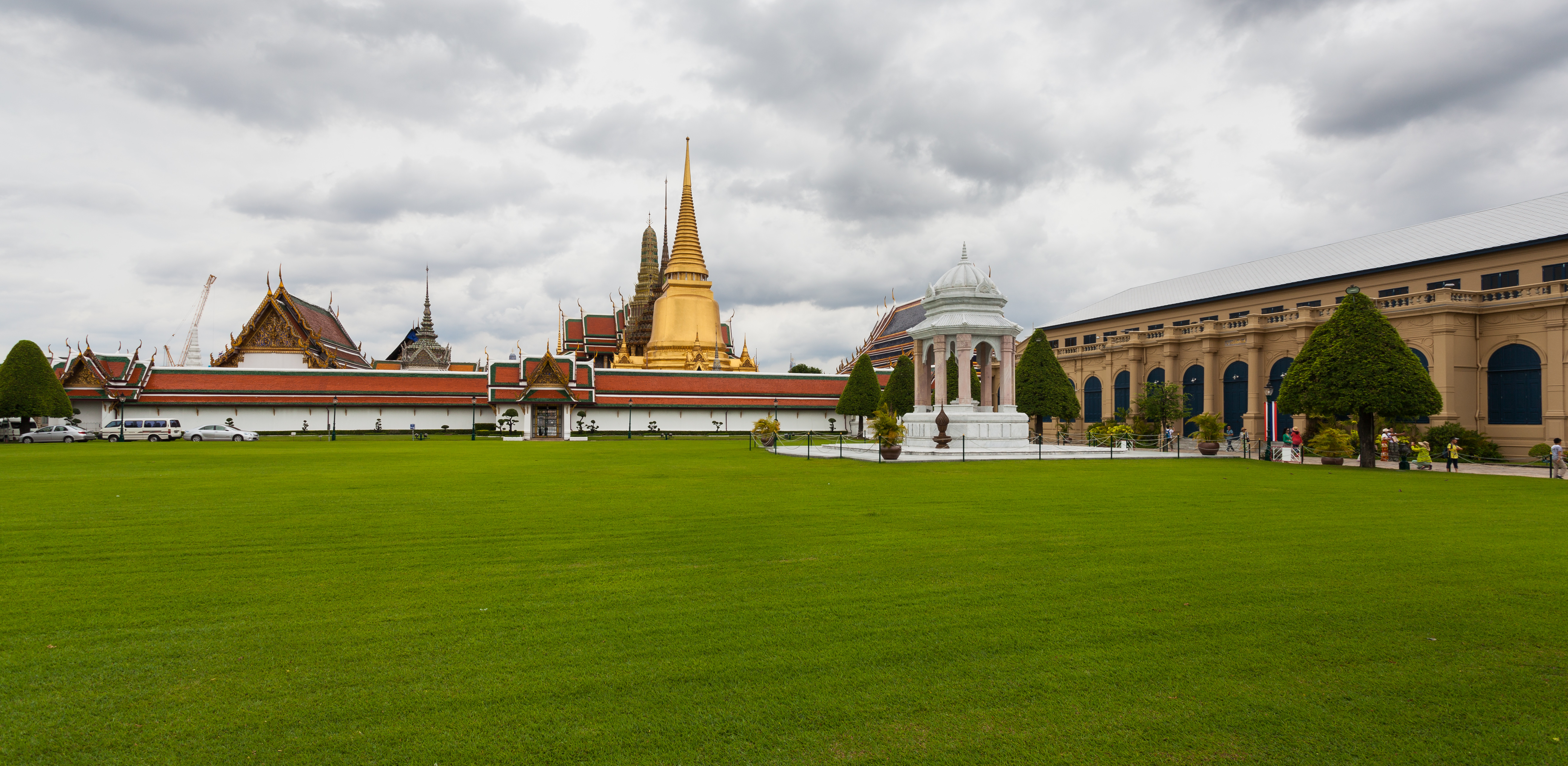
Vista lejana del palacio.
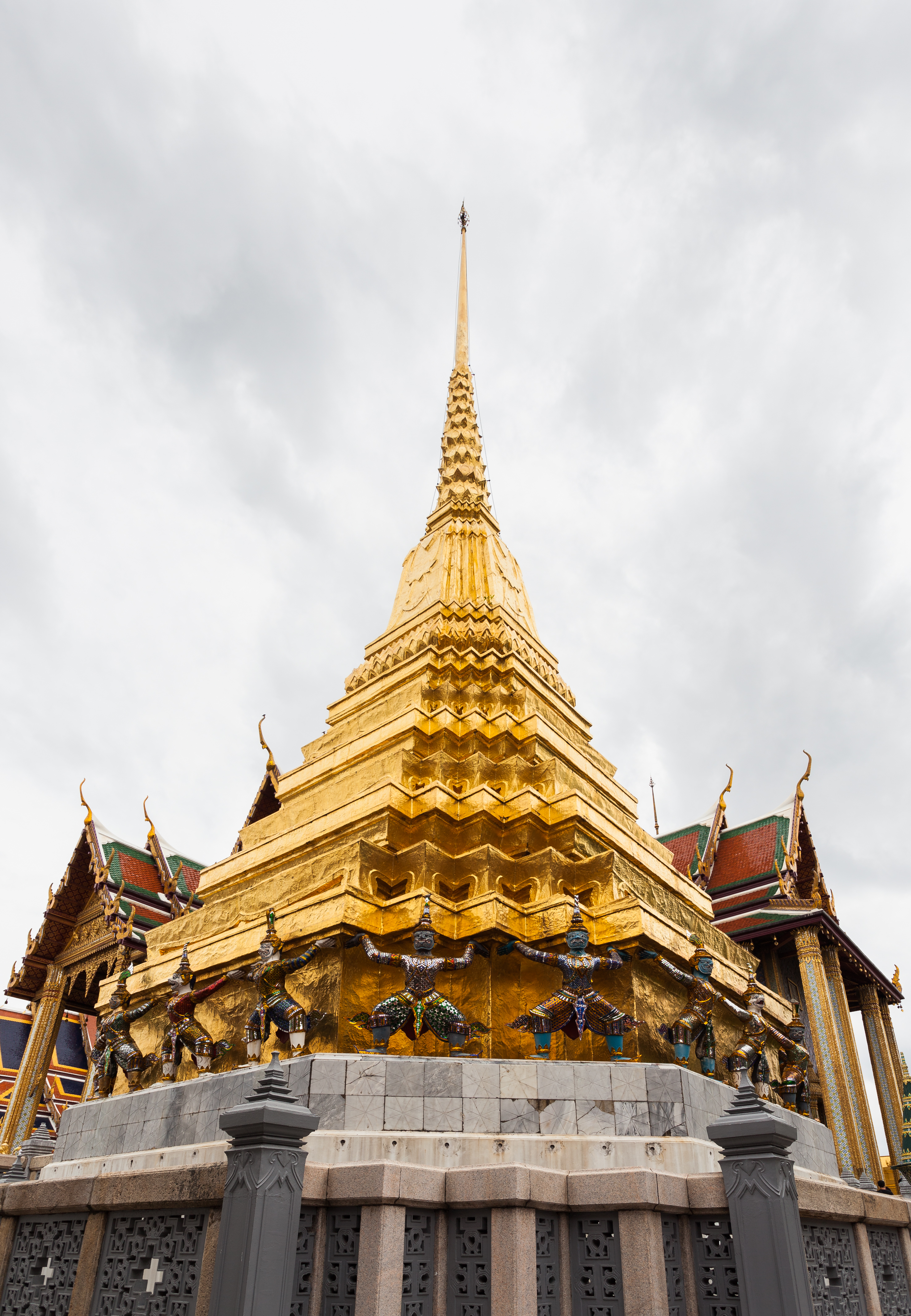
Chedi dorado del Templo del Buda de Esmeralda.
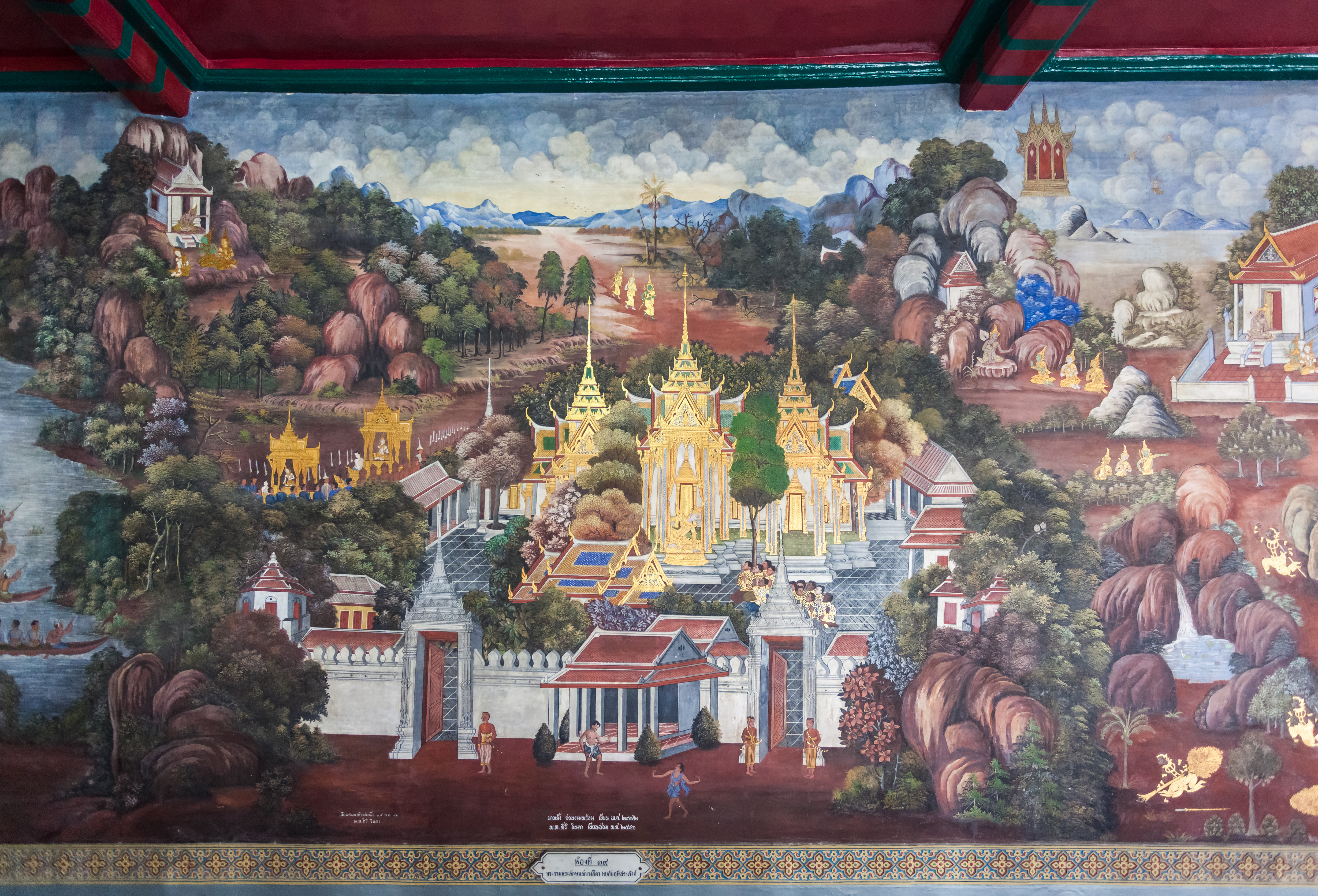
Mural del Phra Rabiang del Templo del Buda de Esmeralda.
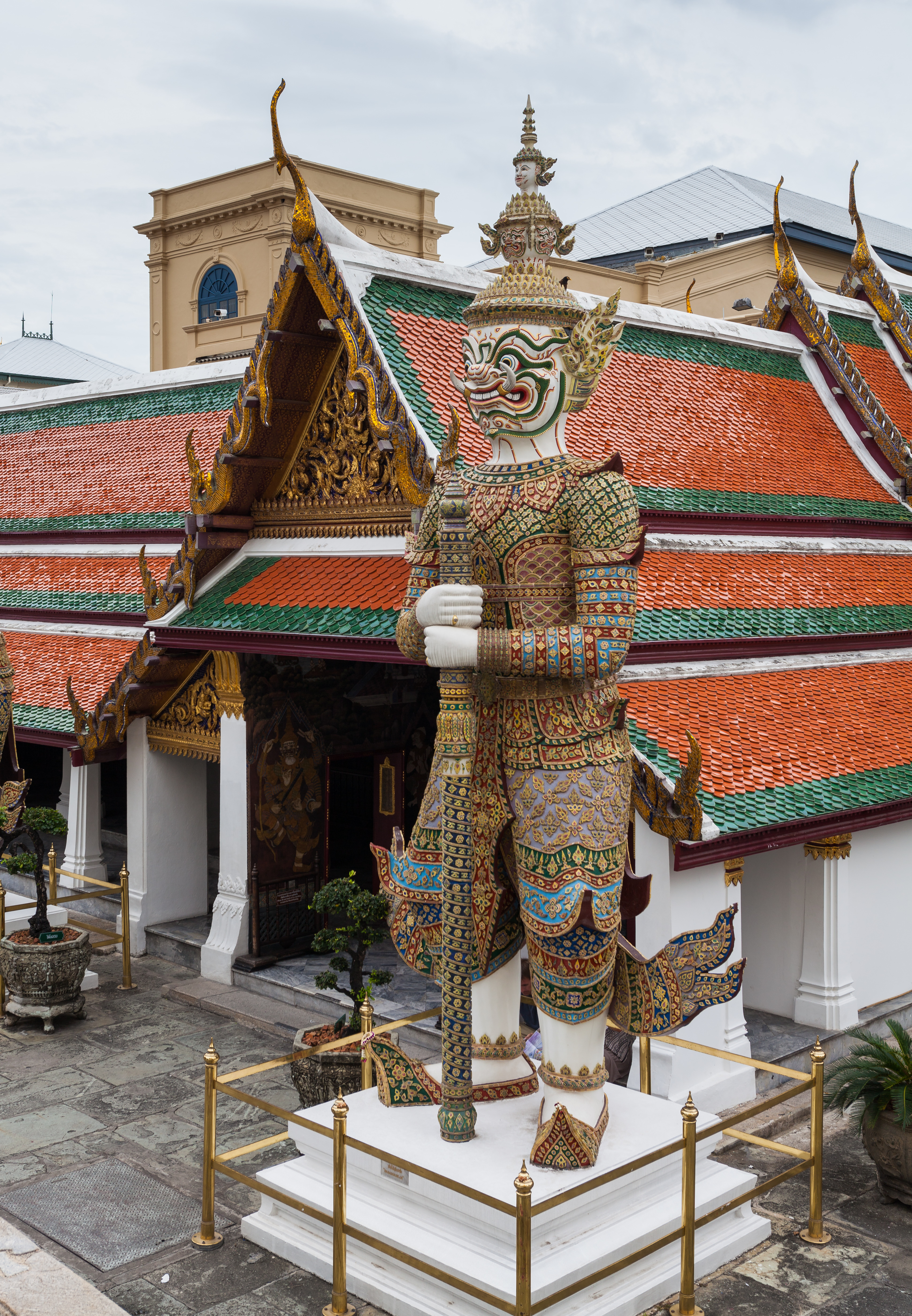
Guardián gigante.
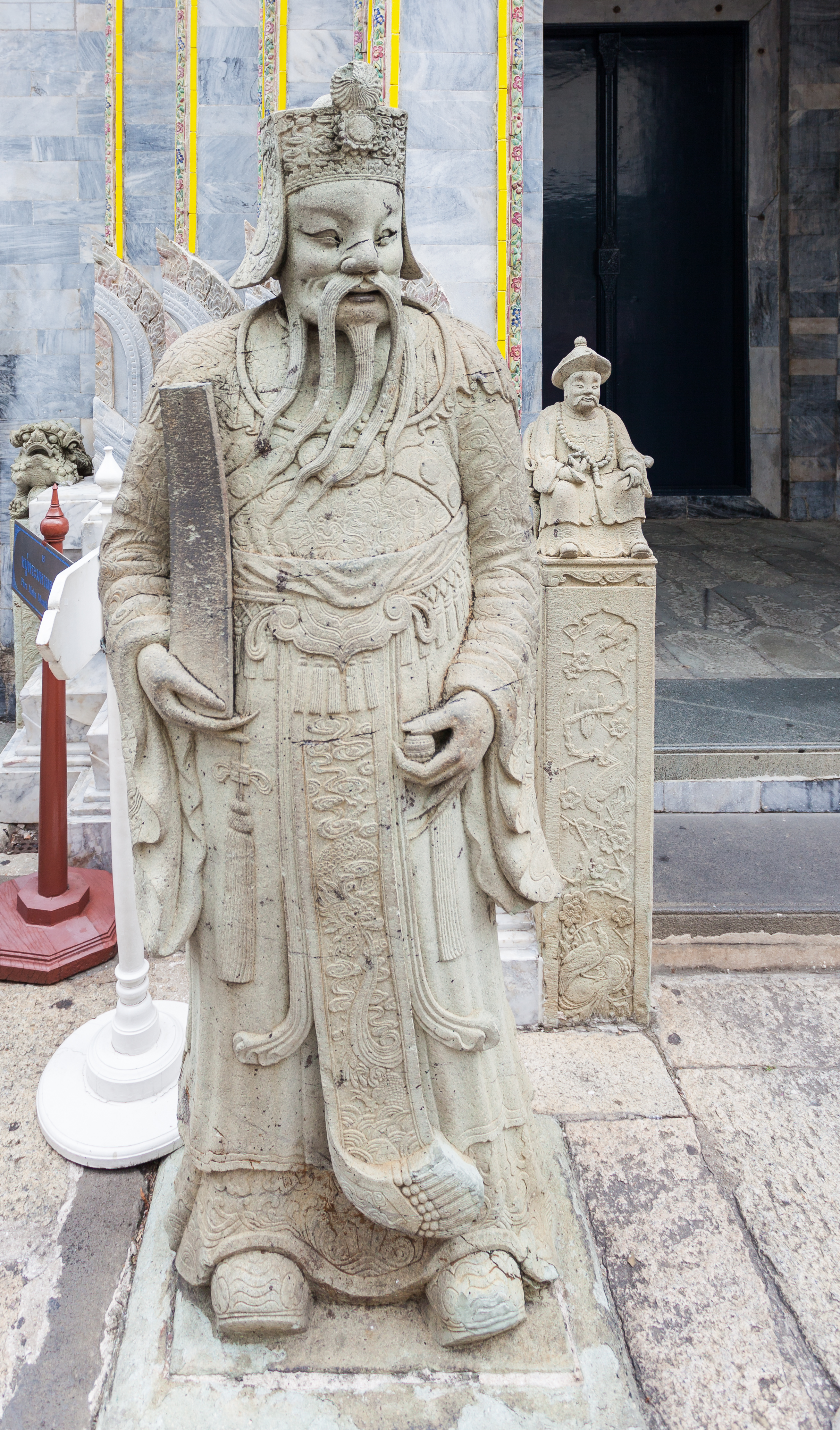
Talla china de piedra.
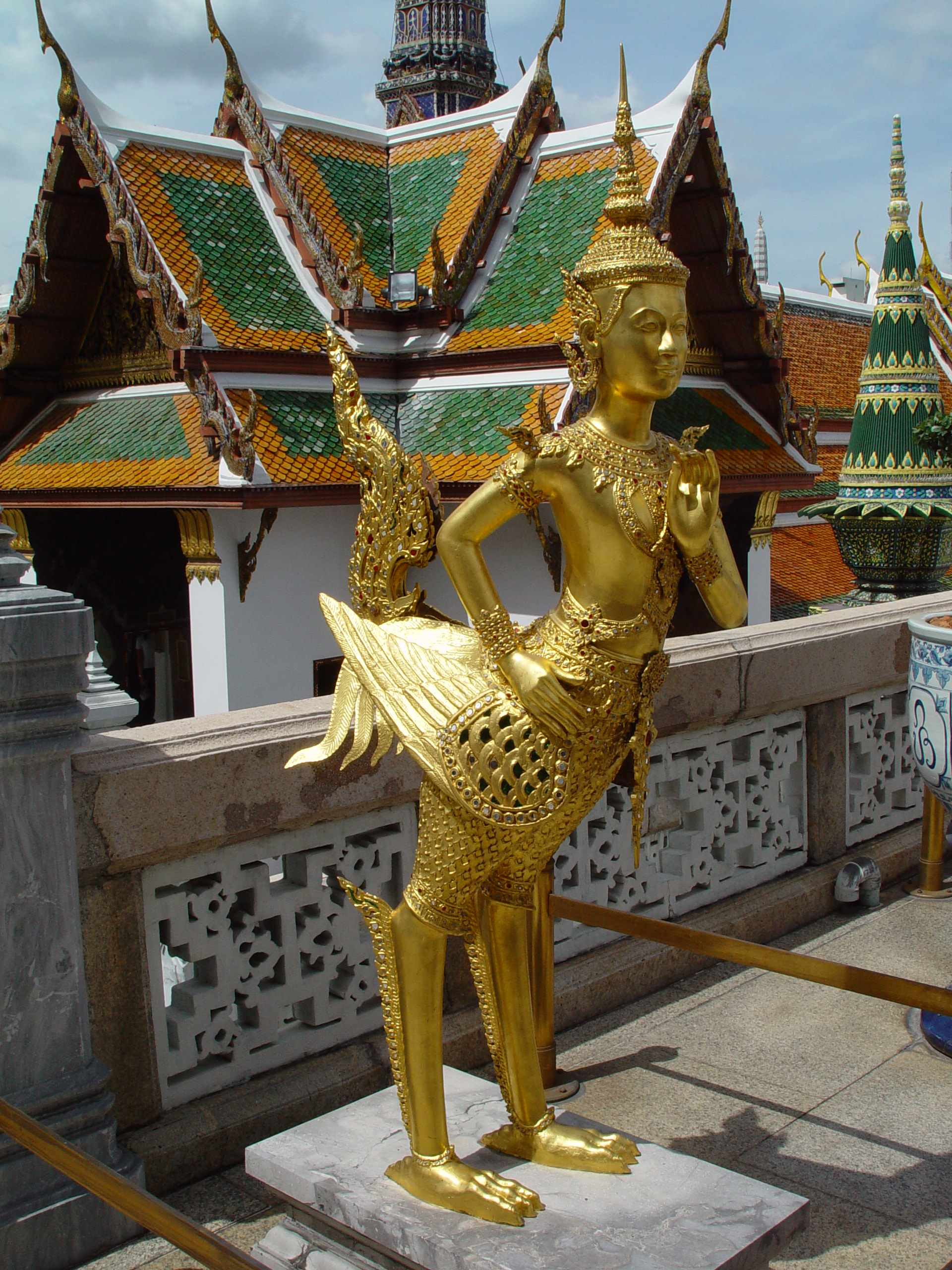
Un Kinnon - criatura mitológica mitad humano, mitad pájaro
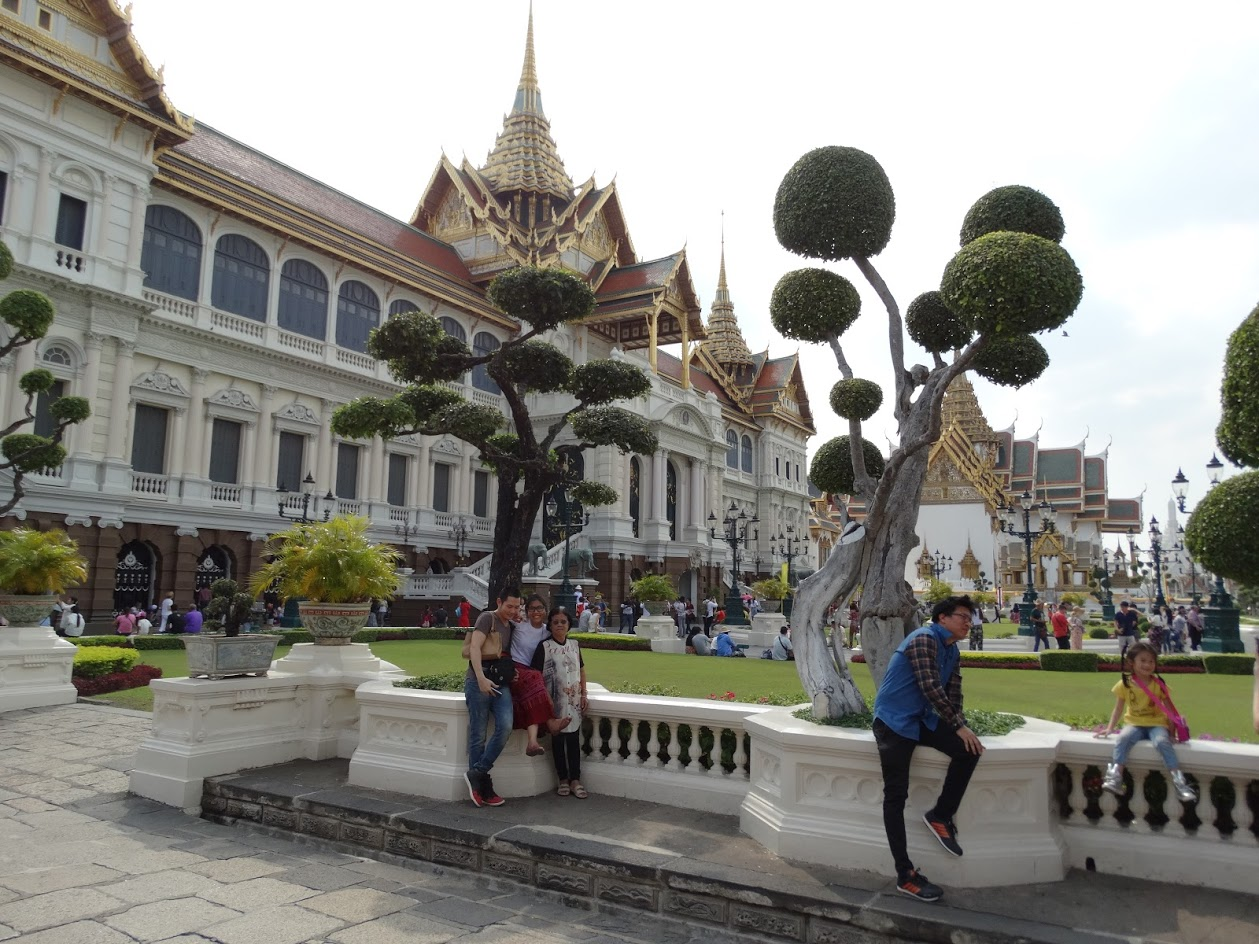
Edificio principal el palacio.
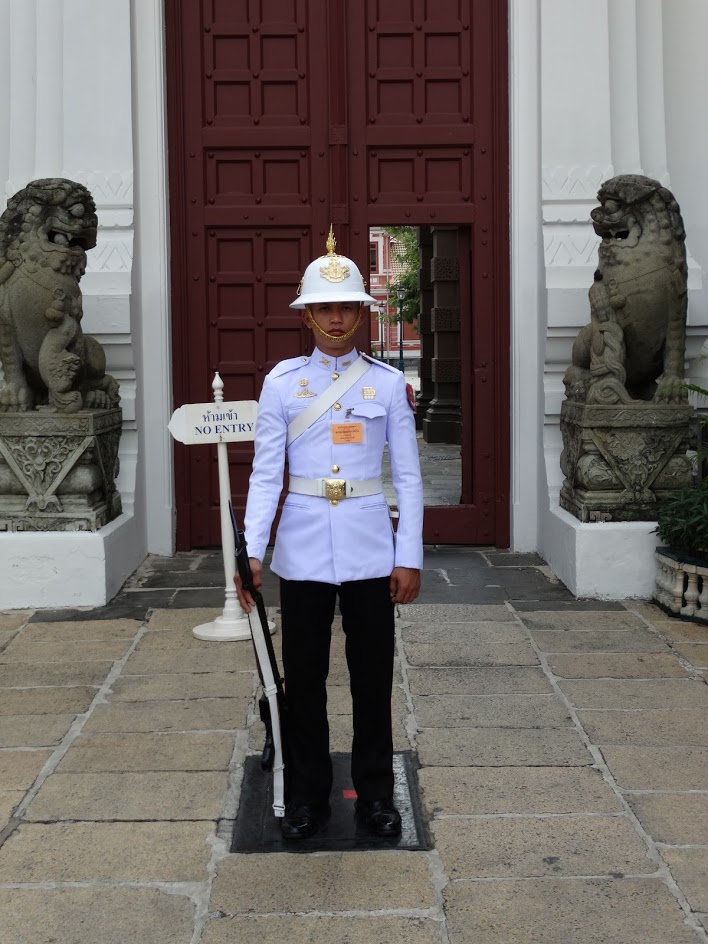
Guardia de honor.
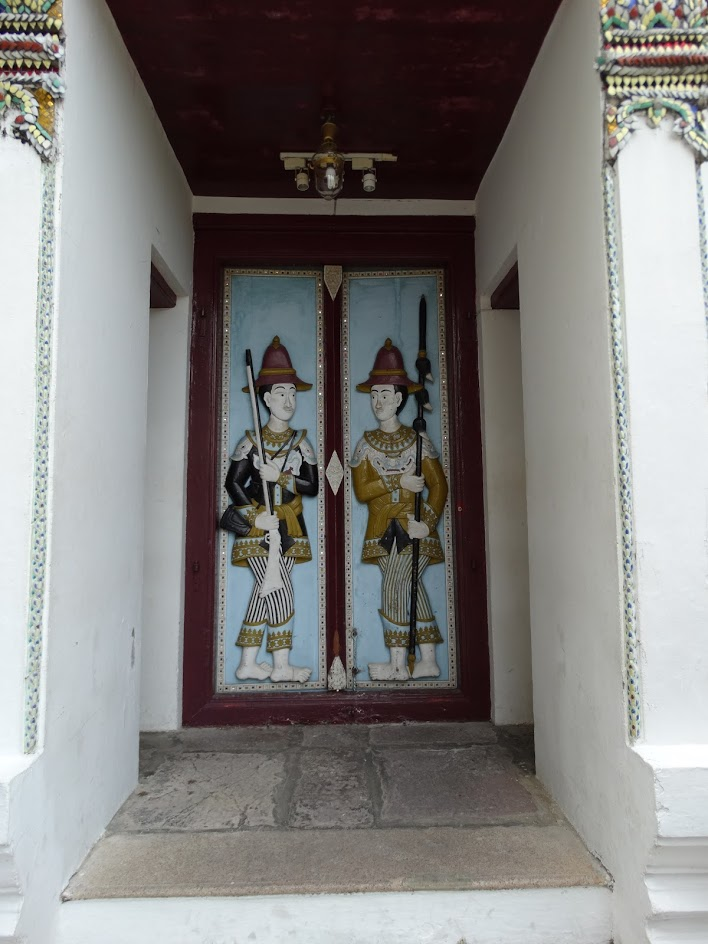
Pintura en las puertas.
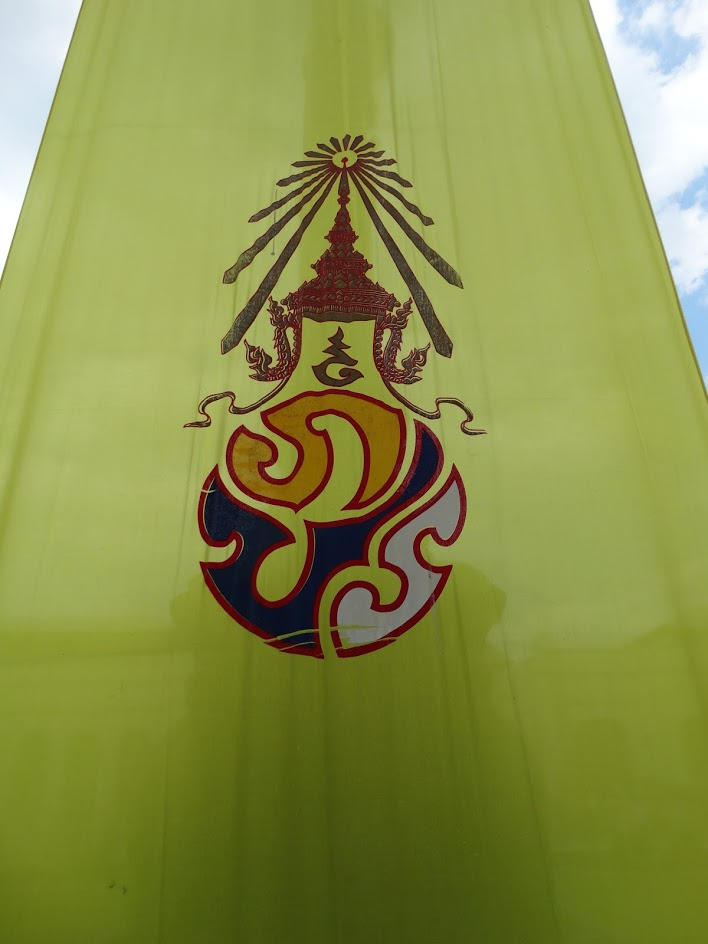
Insignia real